# Fartura (kommun)
Fartura är en kommun i Brasilien.   Den ligger i delstaten São Paulo, i den södra delen av landet, 900 km söder om huvudstaden Brasília. Antalet invånare är 15 324.
Följande samhällen finns i Fartura:
- Fartura

Omgivningarna runt Fartura är huvudsakligen savann. Runt Fartura är det ganska tätbefolkat, med 52 invånare per kvadratkilometer.